# 130089 Saadatanwar
130089 Saadatanwar è un asteroide della fascia principale. Scoperto nel 1999, presenta un'orbita caratterizzata da un semiasse maggiore pari a 2,7146163 UA e da un'eccentricità di 0,2480490, inclinata di 11,78294° rispetto all'eclittica.